# Księga Sędziów

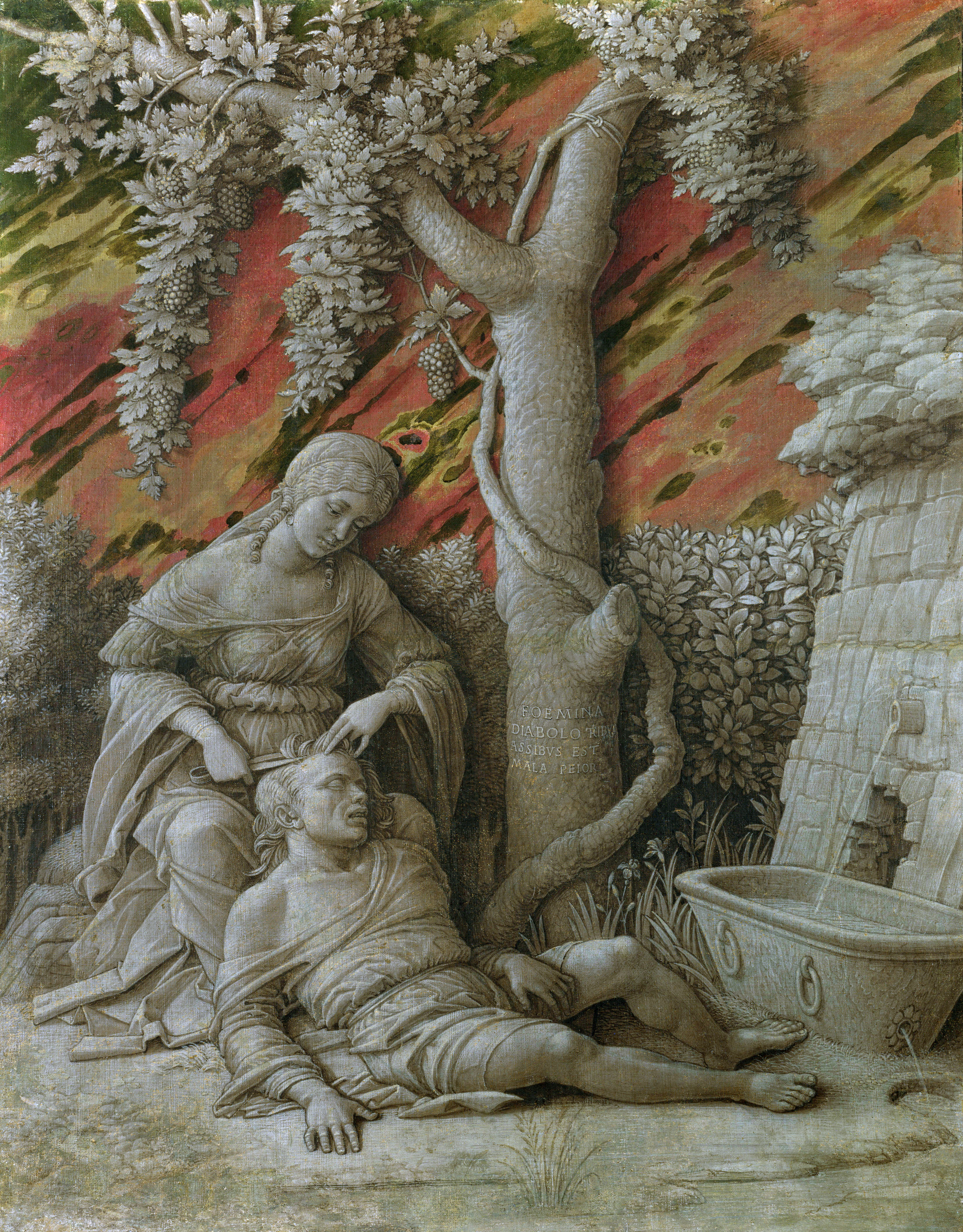
Dalila strzygąca Samsona – obraz Andrea Mantegna, olej na płótnie

Księga Sędziów [Sdz] (hebr. שֹּׁפְטִים, Szofetim, gr. Κριταί) – jedna z ksiąg biblijnych, w Biblii hebrajskiej wchodząca w skład „Proroków Wcześniejszych” (hbr. Newiim Riszonim), w Septuagincie i chrześcijańskich wydaniach Starego Testamentu zaliczana do ksiąg historycznych. Opisuje okres pomiędzy zajęciem ziemi Kanaan przez Hebrajczyków, a czasami królów izraelskich.
W przeciwieństwie do poprzednich ksiąg jest ona luźnym zbiorem opowiadań, nie skoncentrowanym na jednej postaci. Bohaterami Księgi są sędziowie, sprawujący władzę i sądy nad ludem izraelskim.

## Budowa księgi
| Wprowadzenie | |
| 1,1-36       | Relacja o zajęciu kraju, tzw. negatywny wykaz posiadania                                                 |
| 2,1-5        | Wystąpienie anioła Jahwe                                                                                 |
| Część główna | |
| 2,6 – 3,6    | Wprowadzające obserwacje historyczno-teologiczne                                                         |
| 3,7 – 16,31  | Trzon księgi, opowiadania o sędziach i innych postaciach, wyprawy wojenne                                |
| Dodatki      | |
| 17,1 – 18,31 | Bałwochwalstwo Micheasza; dzieje pokolenia Dana                                                          |
| 19,1 – 21,25 | Haniebny występek mieszkańców miasta Gibea (z plemienia Beniamina) i jego konsekwencje (bitwa pod Gibeą) |

Księga zbudowana jest w oparciu o cykle, które kończą się frazą każdy czynił to, co było słuszne w jego oczach.

## Autorstwo i czas powstania
Tradycja żydowska widziała autora księgi w osobie Samuela. Przytaczano argument, że skoro Samuel również był sędzią, a nie opisuje go już księga, to właśnie on był autorem. Sugerowano również autorstwo Pinchasa, Ezechiasza i Ezdrasza.
Zwolennicy wczesnego powstania księgi powołują się na Sdz 1,21, wskazując, że wynika z niego powstanie księgi przed zdobyciem Jerozolimy przez Dawida. Redaktor mógł jednak włączyć wcześniejszy przekaz w niezmienionej postaci do swojej księgi. Wzmianki o braku króla w Izraelu można z jednej strony uznać za wyraz tęsknoty za władzą centralną, z drugiej – za ubolewanie nad przeszłością, kiedy taka władza nie istniała. Sdz 18,30-31 wskazuje, że fragment ten powstał już po uprowadzeniu pokolenia Dana do niewoli przez Tiglat-Pilesera III w 734 roku p.n.e.
Współcześni bibliści skłonni są uważać Księgę Sędziów za wynik redakcji deuteronomistycznej i tym samym część tzw. deuteronomistycznego dzieła historycznego. Redaktor ten przejął wcześniejszy materiał, a więc zbiór opowiadań o charyzmatycznych bohaterach plemiennych i wykaz tzw. małych sędziów (Sdz 10,1-5; 12,8-15) i zredagował go zgodnie ze schematem powtarzających się cykli. Wpływ deuteronomisty widoczny jest we wstępie (2,6-3,5), obszerniejszych fragmentach (Sdz 10,6-16), słowie prorockim (6,7-10) i pojedynczych uwagach. Czas redakcji deuteronomistycznej określa się na okres niewoli babilońskiej, jednak według niektórych biblistów w przypadku historii wcześniejszych, jak z okresu sędziów, wstępna redakcja mogła nastąpić wcześniej, za rządów Jozjasza. Gerhard von Rad uznawał natomiast deuteronomistyczną redakcję Księgi Sędziów, podobnie jak Ksiąg Królewskich, kwestionował natomiast przynależność tych ksiąg do jednego dzieła historycznego, wskazując na odmienności teologiczne.
Inną koncepcję podaje Leksykon biblijny. Według niego podstawą Księgi Sędziów mógł być pierwotny wykaz sędziów, który następnie nierównomiernie rozbudowywano o istniejące przekazy.
Pieśń Debory i Baraka to jeden z najstarszych utworów poetyckich w Biblii, datowany na XII w. p.n.e.

## Treść
Wprowadzenie, być może wtórne, informuje o sytuacji politycznej w Izraelu. Dzieło podboju kraju Kanaan nie zostało dokończone, więc Izrael mieszka w bliskim sąsiedztwie ludów kananejskich. Wypowiedź anioła Jahwe stanowi zapowiedź związanych z tym nieszczęść.
Wprowadzenie do części głównej przedstawia zarys opowiedzianej następnie historii. Po śmierci Jozuego naród oddalił się od Jahwe, przyjmując kult bóstw pozostawionych ludów. Kres poddaństwa stanowi za każdym razem powołanie przez Jahwe sędziego, który wybawia Izrael, po czym wraca on jednak do dawnych praktyk.
Następnie księga opisuje działalność kolejnych sędziów. Tradycja wylicza sześciu sędziów większych oraz sześciu mniejszych. Sędziowie więksi to:
- Otniel (3,7-11)
- Ehud (3,12-30)
- Barak/Debora (4,4-5,31)
- Gedeon (6,11-8,32)
- Jefte (10,6-12,7)
- Samson (13,1-16,31)

Sędziowie mniejsi to Tola i Jair, Ibsan, Elon i Jabdon oraz Szamgar.
Nieco odmiennie od tradycji, bibliści wyróżniają raczej charyzmatycznych bohaterów plemiennych, wybawiających swoje plemiona od zagrożeń zewnętrznych, oraz sędziów, których zadania obejmowały zakresem raczej politykę wewnętrzną, zwłaszcza władzę sądowniczą. Do nich należą sędziowie mniejsi, wymienieni w Sdz 10,1-5; 12,8-15, podobieństwo do nich wykazuje także prorokini Debora. Jefte jako jedyny łączy obie funkcje. Szamgar, tradycyjnie zaliczany do sędziów mniejszych, należy raczej do pierwszej grupy. Martin Noth sugeruje, że dopiero deuteronomista określił wspomnianych charyzmatycznych bohaterów jako sędziów, uznając ich oraz sędziów mniejszych za dwa aspekty tego samego fenomenu.
Dodatki prezentują negatywny obraz sytuacji w Izraelu w okresie przedpaństwowym, postępującą anarchizację życia w wyniku braku władzy centralnej i rażące występki natury religijnej i moralnej.

## Przesłanie
Księga Sędziów pokazuje, że powodzenie Izraela zależy od jego posłuszeństwa Jahwe. Sytuacja Izraela jest odmienna niż sytuacja pozostałych ludów, inicjatywa ludzka nie potrafi odmienić losów narodu, pozostaje świadomie odrzucona, by Izrael nie mógł się szczycić „moja ręka wybawiła mnie” (Sdz 7,2) – za każdym razem to Bóg osobiście powołuje wybawiciela i za jego pośrednictwem wybawia lud.
Z jednej strony w Księdze Sędziów spotkać się można z negatywną oceną anarchii okresu przedpaństwowego. Nawet powołani przez Jahwe charyzmatycy, jak Gedeon, Jefte i Samson w pewnym momencie zawiedli. Z drugiej strony napotkać można w księdze fragmenty o charakterze wyraźnie antymonarchicznym, jak bajka Jotama. Deuteronomistyczny redaktor patrzy bowiem na czasy królewskie jako już przeszłe i zakończone niepowodzeniem. Sądzi się więc, że księga mimo wszystko pozytywnie odnosi się do pierwotnej teokracji, kiedy lepiej rozumiano Boga jako Króla Izraela. Według W.H. Schmidta punktem kulminacyjnym teologicznego przekazu Księgi Sędziów jest odrzucenie tytułu króla przez Gedeona: „Nie ja będę panował nad wami ani też mój syn: Jahwe będzie panował nad wami” (Sdz 8,23).
Ze względu na powtarzający się cykl upadku i wybawienia Izraela sugerowano, że Księga Sędziów nawiązuje do charakterystycznej dla Bliskiego Wschodu filozofii dziejów, przyjmującej cykliczną koncepcję czasu. W.H. Schmidt wskazuje jednak, że mimo wszystko historia ma w księdze określony kierunek docelowy i zmierza wyraźnie ku czasom królewskim.